# Franziska Hoppermann
Franziska Christina Brigitte Hoppermann (nascida Bartels, 8 de janeiro de 1982) é uma política alemã da União Democrata-Cristã (CDU) que serve como membro do Bundestag desde as eleições de 2021, representando o círculo eleitoral de Hamburgo Wandsbek.

## Carreira política
Antes das eleições estaduais de 2020, o candidato da CDU, Marcus Weinberg, incluiu Hoppermann no seu governo sombra para a campanha do partido para destituir o primeiro prefeito de Hamburgo , Peter Tschentscher.
Antes da eleição da liderança dos democratas-cristãos em 2022, Hoppermann endossou publicamente Norbert Röttgen para suceder a Armin Laschet como presidente do partido e juntou-se à sua equipa de campanha.

## Vida pessoal
Hoppermann é casada e tem um filho. O seu avô Carl Damm foi parlamentar no Parlamento de Hamburgo e também foi membro do Bundestag.